# Udine (stad)
Udine (Friulaans: Udin, Sloveens: Videm, Duits: Weiden) is een Italiaanse gemeente en stad in de autonome regio Friuli-Venezia Giulia in Italië.Het is de hoofdstad van de UTI (intergemeentelijke unie) Friuli Centrale. De stad ligt op de taalgrens tussen enerzijds Friulanen en Italianen en anderzijds Slovenen. In 2018 telde zij ruim 99.518 inwoners.

## Geschiedenis
Udine was mogelijk het Romeinse Utina. 
In 1238 werd de zetel van de patriarch van Aquileia verplaatst naar Udine. De patriarch verloor er zijn wereldlijke macht toen Udine in 1420 werd veroverd door de Venetianen. De stad werd voortaan bestuurd door de Venetiaanse gouverneur. Maar de patriarch behield er wel zijn residentie, die in de 16e eeuw werd vernieuwd. In 1751 werd het patriarchaat opgeheven en werd Udine de zetel van een aartsbisschop. Door het Verdrag van Campo Formio (1797) kwam Udine bij Oostenrijk en in 1866 bij Italië. Tijdens de Eerste Wereldoorlog, tussen 1915 en 1917, was het hoofdkwartier van het Italiaanse leger in de stad gevestigd. Udine werd zwaar beschadgd door luchtbombardementen tijdens de Tweede Wereldoorlog. Tot 2018 was Udine de hoofdstad van de gelijknamige provincie Udine.

## Bezienswaardigheden
Udine bezit enkele mooie voorbeelden van architectuur uit de late renaissance, gebouwd door Andrea Palladio. Aan het centrale plein Piazza della Libertà ligt het gemeentehuis Loggia di Lionello uit het midden van de zestiende eeuw. Het plein is geïnspireerd op het San Marcoplein in Venetië. Er staan verscheidene oude kerken in de stad. In de Santa Maria della Purita bevinden zich 18e-eeuwse fresco's van Giovanni Battista Tiepolo.
- Kathedraal van Udine
- Torre dell'orologio (met leeuw van voor de aardbeving van 1511)
- Palazzo Antonini, naast de Universiteit, gebouwd door Palladio, enige tijd een vestiging van de Banca d'Italia

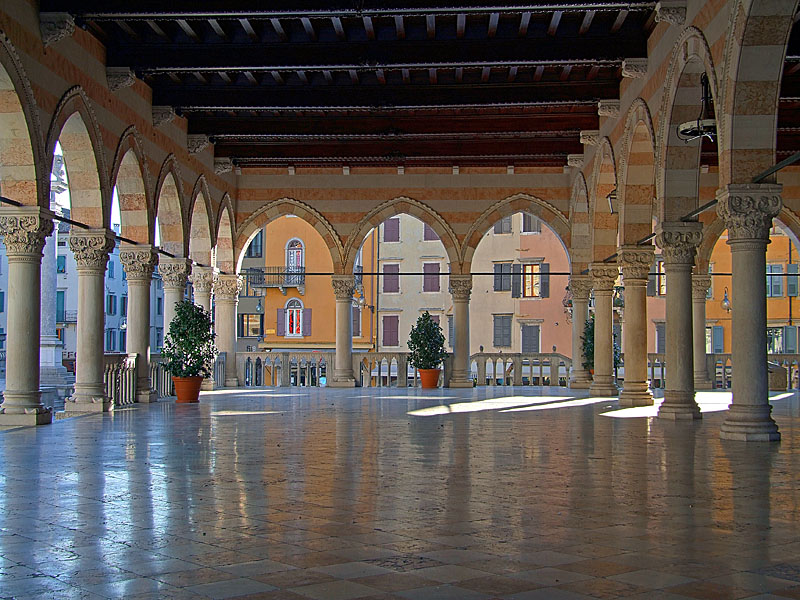
Loggia del Lionello
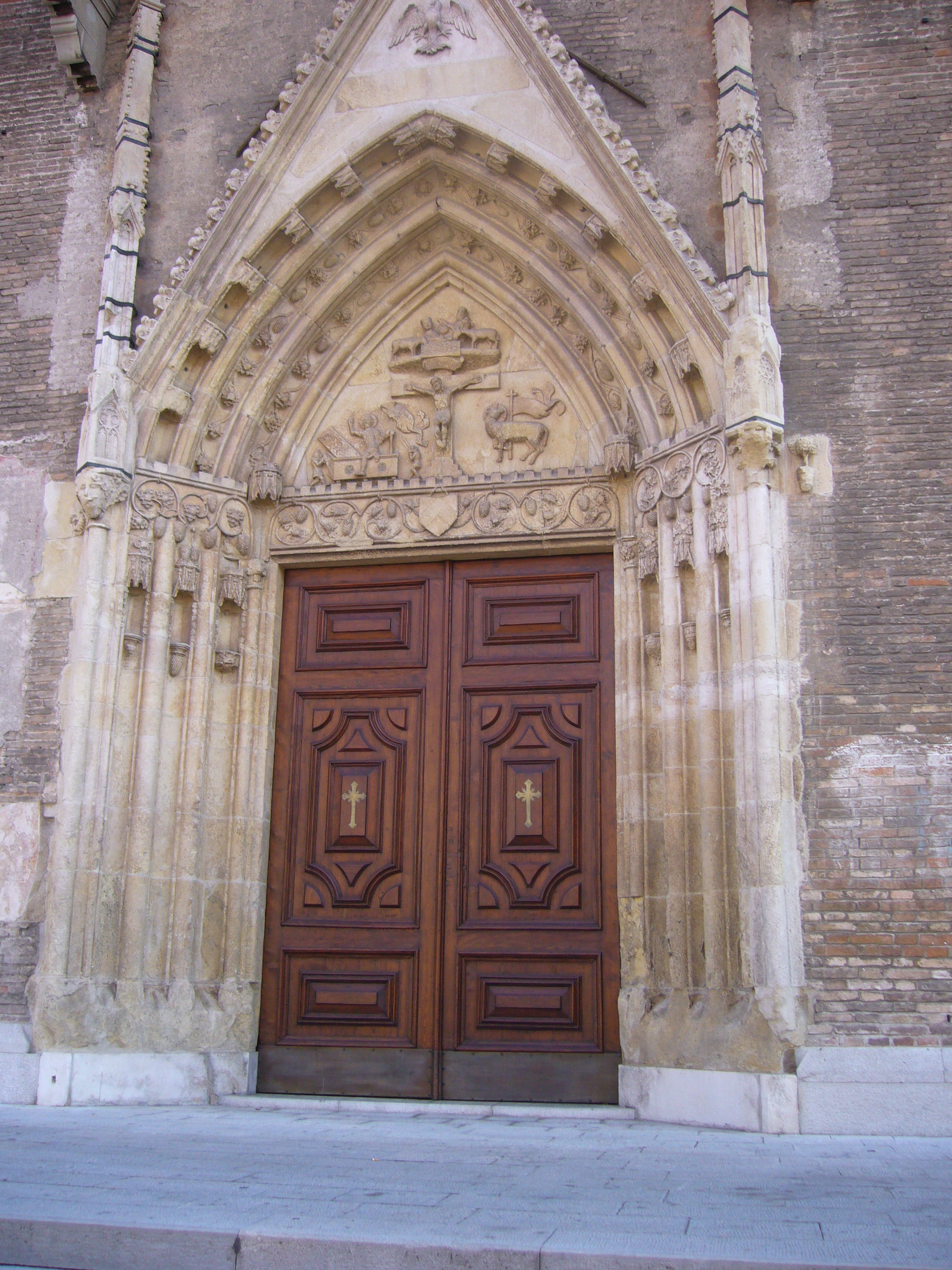
Deur van de kathedraal
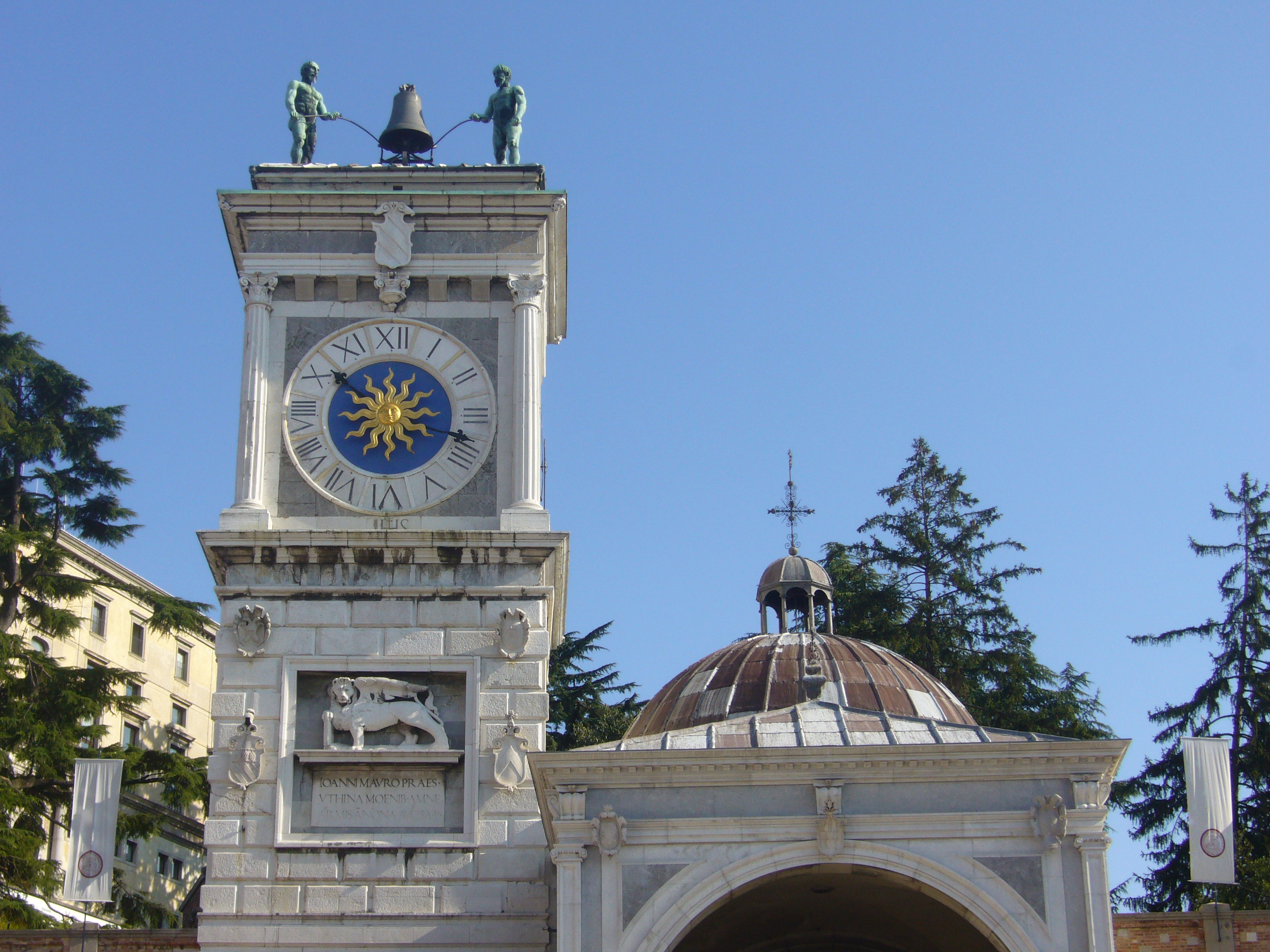
Torre dell'orologio
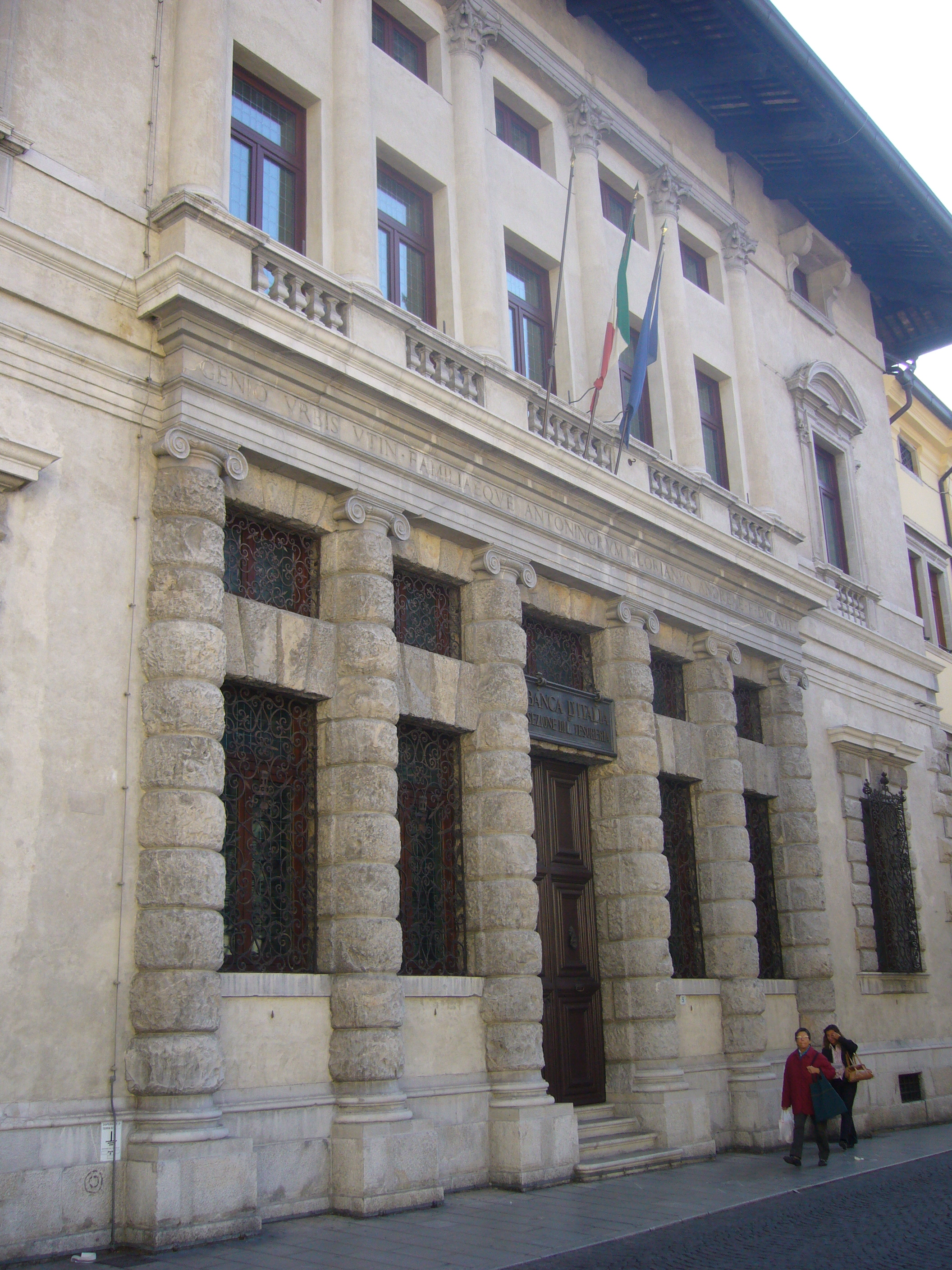
Palazzo Antonini

## Sport
Udinese is de professionele voetbalploeg van Udine en speelt in het Stadio Friuli. Udinese is vaak actief op het hoogste Italiaanse niveau de Serie A.
Udine was speelstad bij het WK voetbal van 1990 en de wedstrijden werden gespeeld in het Stadio Friuli.

## Stedenbanden
- Villach (Oostenrijk)
- Esslingen am Neckar (Duitsland)
- Albacete (Spanje)
- Schiedam (Nederland)
- Norrköping (Zweden)
- Neath Port Talbot (Wales)
- Windsor (Canada)